# 이환경 (작가)
이환경(李煥慶, 1950년 6월 20일 ~ )은 대한민국의 방송 작가이다.

## 생애
그는 어려운 가정 형편으로 초등학교를 졸업한 이후 건설 현장과 공장 등에서 100여 가지의 직업들을 전전하다가 1980년 KBS 한국방송공사 텔레비전 드라마 《종소리》를 통해 작가로 첫 데뷔를 하며, 이듬해 1981년 《KBS TV문학관 - 갯바람》을 통해서 정식으로 작가 데뷔를 했다. 무풍지대, 훠어이 훠어이, 전설의 고향 등 작품을 집필하였고 이후 1996년 용의 눈물을 시작으로 정통사극을 표방하는 집필 작품 전문 각본가로 많이 알려져있기도 하다. 2002년에는 영화 《싸울아비》를 통해 영화 시나리오 작가로 데뷔하였다.
한편, 자신의 집필작 중 하나인 KBS 1TV 태조 왕건이 "우리 역사의 사각지대라고 할 수 있는 후삼국시대를 생생하게 되살려 새로운 역사드라마의 지평을 열었다"는 호평을 받아 '유일한' 사극이란 단어에서 벗어났다. 자신의 집필작 중 하나인 SBS TV 야인시대는 종영된 지 몇년 후 내가 고자라니 열풍이 불어 인터넷에서 엄청난 인기를 끌기 시작하여 야인시대가 하나의 문화로 자리잡았다.

## 작품 (집필)
- 1980년 종소리 (KBS)
- 1981년 TV문학관 갯바람 (KBS)
- 1985년 초혼가 (KBS1)
- 1986년 이화에 월백하고 (KBS2)
- 1986년 형사 25시 (KBS2)
- 1987년 전설의 고향 (KBS2)
- 1988년 베스트셀러극장 (MBC)
- 1988년 훠어이 훠어이 (KBS2)
- 1989년 무풍지대 (KBS2)
- 1990년 파천무 (KBS2)
- 1991년 적색지대 (KBS2)
- 1993년 비검 (KBS2)
- 1994년 아담의 도시 (MBC)
- 1994년 역사의 라이벌 (KBS1)
- 1994년 인간극장 6화 '마이더스의 손' (KBS1)
- 1996년 용의 눈물 (KBS1)
- 1999년 환상여행 (KBS2)
- 2000년 태조 왕건 (KBS1)
- 2002년 제국의 아침 (KBS1)
- 2002년 야인시대 (SBS)
- 2004년 영웅시대 (MBC)
- 2006년 연개소문 (SBS)
- 2012년 무신 (MBC)
- 2022년 격정시대 (편성 논의 중)

## 저서
- 1999년 작법
- 2000년 태조 왕건
- 2002년 야인시대
- 2002년 적색시대
- 2003년 이환경
- 2004년 영웅시대

## 대외 활동
- 한국방송작가협회 이사장

## 수상 경력
- 1983년 동아일보 신춘문예 시나리오부문 겨울바람 당선
- 1998 제10회 한국방송프로듀서상 작가부문
- 2001년 제12회 위암 장지연상 방송부문
- 2001 제28회 한국방송대상 작가상